# Iecea Mare

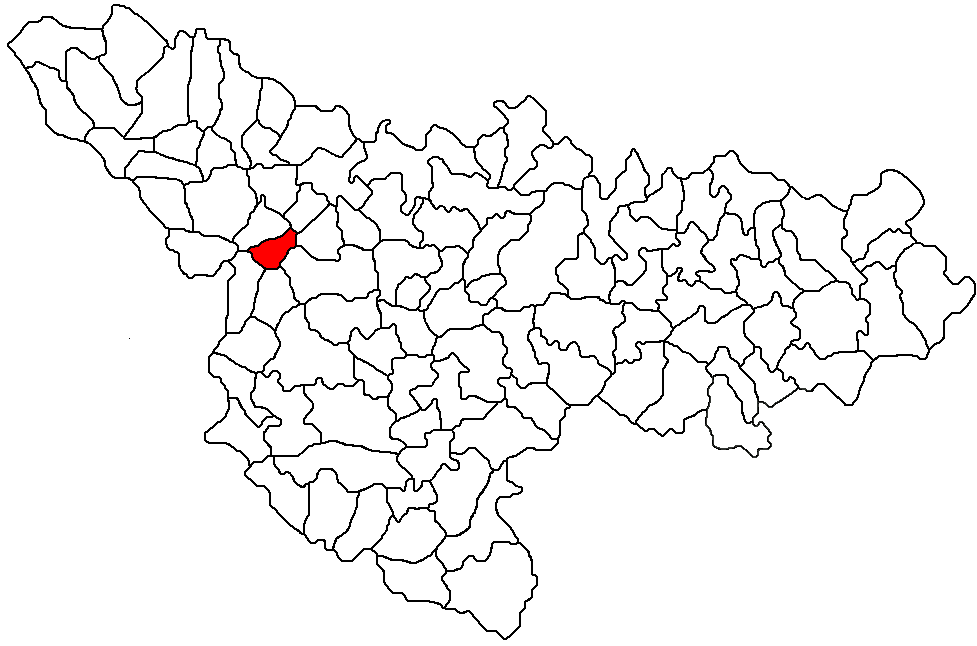
Lage von Iecea Mare im Kreis Timiș

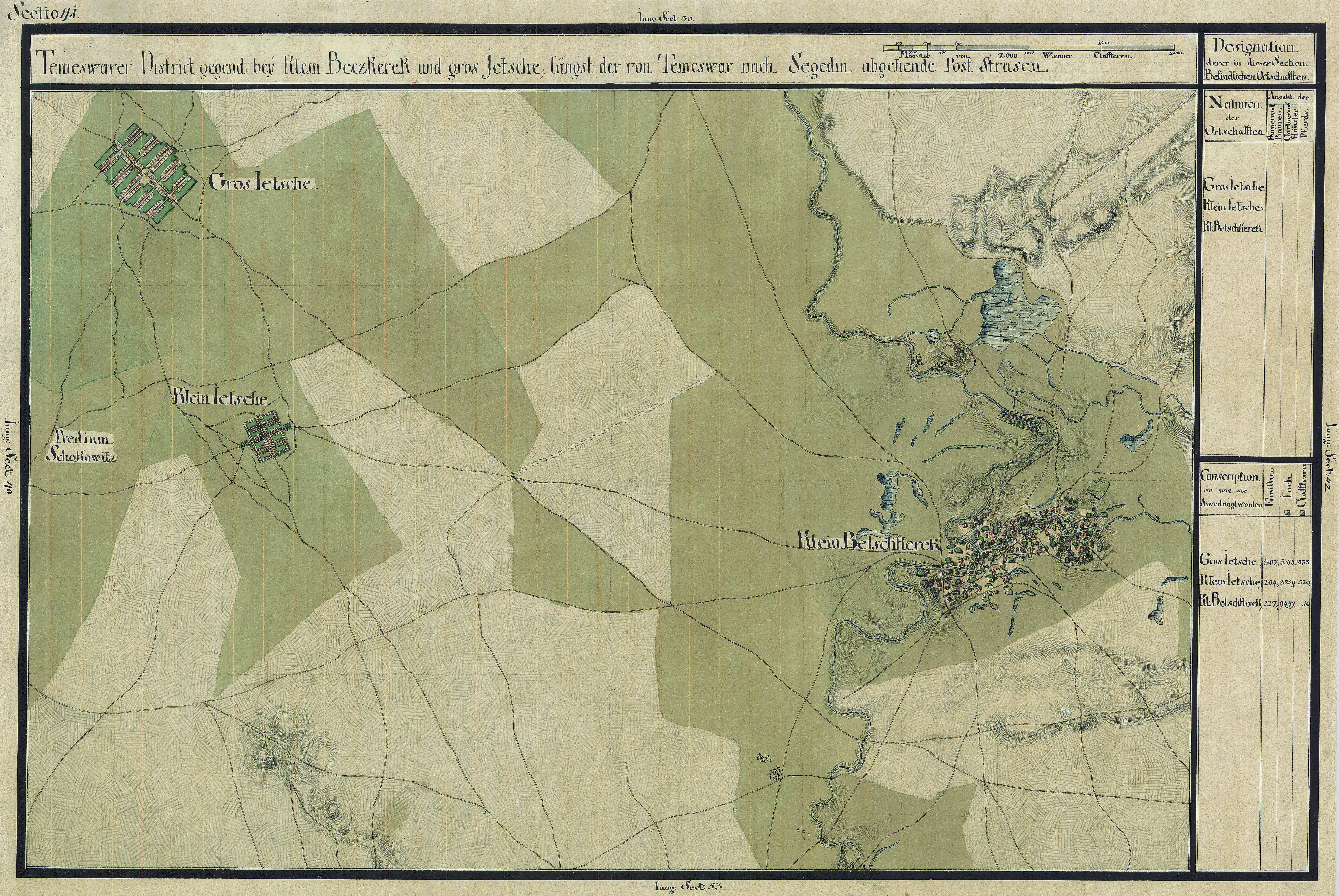
Iecea Mare auf der Josephinischen Landaufnahme (1769–1772)

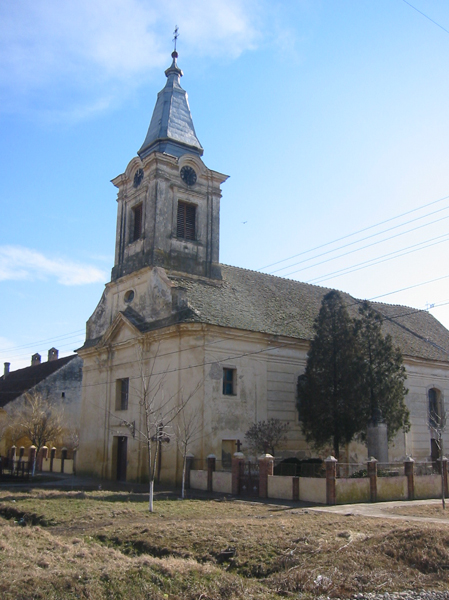
Kirche in Großjetscha
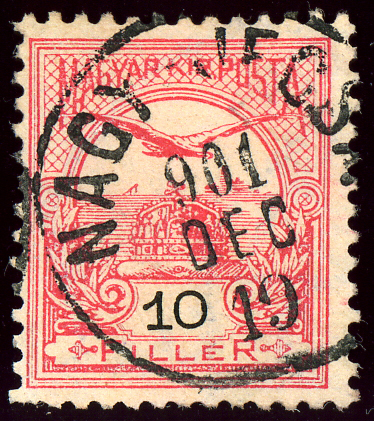
Nagy Jecsa Entwertung 1901, Ungarn

Iecea Mare (deutsch Großjetscha, ungarisch Nagyjécsa) ist eine Gemeinde im Kreis Timiș, in der Region Banat, im Südwesten Rumäniens. Iecea Mare hatte 2007 etwa 2500 Einwohner; die Fläche des Ortes beträgt 35,31 Quadratkilometer.

## Lage
Iecea Mare liegt etwa 33 Kilometer nordwestlich von Timișoara. Der Ort ist nicht an das Eisenbahnnetz angeschlossen; der nächste Bahnhof befindet sich im 9 Kilometer entfernten Cărpiniș.

## Nachbarorte
| Lenauheim   | Șandra                                      | Biled           |
| Comloșu Mic | Kompassrose, die auf Nachbargemeinden zeigt | Becicherecu Mic |
| Jimbolia    | Cărpiniș                                    | Iecea Mică      |

## Geschichte
Groß-Jetscha liegt 33 km nordwestlich von Timișoara (Temeswar). Den Namen erhielt der Ort nach dem Prädium Jecsa. Die ältesten Aufzeichnungen zu Großjetscha stammen von 1467, als sich, laut dem Bischof von Tschanad Johann von Szokol (1466–1493), auf dem Gebiet des Prädiums Jecsa eine Ortschaft Öcse, später auch Erdös, befand.
Die Ansiedlung mit Deutschen erfolgte 1767 unter der Aufsicht des Administrationsrats Johann Wilhelm Edler von Hildebrand. Bei der Ansiedlung wurden 200 Häuser neu gebaut. 1770 wurde mit dem Bau der Kirche begonnen und 1780 fand die Einweihung der Kirche statt. 1852 wurde die alte Schule gebaut und 1898 die neue Schule. 1902 wurde der Schotterweg nach Gertianosch angelegt.
Am 4. Juni 1920 wurde das Banat infolge des Vertrags von Trianon dreigeteilt. Der größte, östliche Teil, zu dem auch Groß-Jetscha gehörte, fiel an Rumänien.
Infolge des Waffen-SS-Abkommens vom 12. Mai 1943 zwischen der Antonescu-Regierung und Hitler-Deutschland wurden alle deutschstämmigen wehrpflichtigen Männer in die deutsche Armee eingezogen. Noch vor Kriegsende, im Januar 1945, fand die Deportation aller volksdeutschen Frauen zwischen 18 und 30 Jahren und Männer im Alter von 16 bis 45 Jahren zur Aufbauarbeit in die Sowjetunion verschleppt statt.
Das Bodenreformgesetz vom 23. März 1945, das die entschädigungslose Enteignung der deutschen Bauern, als ehemalige Angehörige der Deutschen Volksgruppe in Rumänien, vorsah, entzog der ländlichen Bevölkerung die Lebensgrundlage. Gleichzeitig wurden auch die Häuser der Deutschen entschädigungslos enteignet. Boden und Bauernhäuser wurden an Kleinbauern, Landarbeiter und Kolonisten aus anderen Landesteilen verteilt. Das Nationalisierungsgesetz vom 11. Juni 1948 sah die Verstaatlichung aller Industrie- und Handelsbetriebe, Banken und Versicherungen vor, wodurch alle Wirtschaftsbetriebe unabhängig von der ethnischen Zugehörigkeit enteignet wurden.
Da die Bevölkerung entlang der rumänisch-jugoslawischen Grenze von der rumänischen Staatsführung nach dem Zerwürfnis Stalins mit Tito und dessen Ausschluss aus dem Kominform-Bündnis als Sicherheitsrisiko eingestuft wurde, erfolgte am 18. Juni 1951 die Deportation „von politisch unzuverlässlichen Elementen“ in die Bărăgan-Steppe unabhängig von der ethnischen Zugehörigkeit. Die rumänische Führung bezweckte zugleich den einsetzenden Widerstand gegen die bevorstehende Kollektivierung der Landwirtschaft zu brechen. Als die Bărăganverschleppten 1956 heimkehrten, erhielten sie die 1945 enteigneten Häuser und Höfe zurückerstattet. Der Feldbesitz wurde jedoch kollektiviert.
Die Gemeinde Iecea Mare ist seit 2004 durch Ausgliederung aus der Gemeinde Cărpiniș (Gertianosch) hervorgegangen.

## Demografie
Groß-Jetscha war ein deutsches Dorf. 1910 lebten hier 2360 Deutsche, was einen Bevölkerungsanteil von 93 % ausmachte. Nach dem Zweiten Weltkrieg sank die Zahl der Deutschen unaufhaltsam. 1977 lebten in Groß-Jetscha noch 1162 Deutsche, was einen Bevölkerungsanteil von 39 % ausmachte. 1990 begann der Massenexodus der Deutschen, sodass bei der Volkszählung von 1992 noch 115 Deutsche in Groß-Jetscha lebten.
| 1880 | 3297 | 24   | 3193 | 21 | -   | 59  |
| 1900 | 3099 | 38   | 2923 | 68 | ?   | 70  |
| 1941 | 2355 | 59   | 2051 | 69 | ?   | 176 |
| 1977 | 2986 | 1610 | 1162 | 23 | 187 | 4   |
| 1992 | 2297 | 1907 | 115  | 25 | 243 | 7   |
| 2002 | 2315 | 2008 | 37   | 24 | 239 | 7   |
| 2011 | 2231 | 1878 | 8    | 9  | 117 | 219 |
| 2021 | 3111 | 2596 | 14   | 7  | 328 | 166 |